# Гейденрейх, Богуслав Богуславович
Богуслав Богуславович Гейденрейх (24 октября [5 ноября] 1818 года — 3 [15] ноября 1896 года, Санкт-Петербург) — русский архитектор, академик архитектуры Императорской Академии художеств.

## Биография

### Семья
Сын рижского судебного адвоката Готтлиба Генриха фон Гейденрейха (1770—1843)
Был женат на Александре Фёдоровне (1830—1892, урождённой фон Дингельштедт, сестре композитора Н. Ф. Дингельштедта). В их семье родились дети: Елизавета (род. в 1848, замужем за генерал-лейтенантом М. Н. Фришем), Фёдор (род. в 1851), Николай (1852-1881), Любовь (1854—1916, замужем за графом А. Ф. Ребиндером, затем — за А. К. фон Гувениусом).

### Архитекторская деятельность
Учился в Императорской Академии художеств (с 1835), как сверхштатный академист (пенсионер Главного управления путей сообщения и публичных зданий). Получил медали Академии: малую и большую серебряные (1838), малую золотую медаль (1839) за программу «Проект театрального училища». Получил от Академии художеств звание художника с правом на чин XIV класса (1839). Избран в академики (1844) за «Проект дома для полицейского управления».
Состоял архитектором департамента проектов и смет Главного управления путей сообщения и публичных зданий (с 1846).
Погребён на Тихвинском кладбище Александро-Невской лавры

### Известные постройки
Санкт-Петербург
- Доходный дом М. И. Пущина. Большая Конюшенная ул., 5 (1843—1844)[6]
- Особняк М. И. Пущина. Мойки наб., 14 (1846—1847, перестройка)[7]
- Доходный дом Входоиерусалимской церкви. 1-я Советская ул., 4; Орловский пер., 1 (1846—1847)[8]
- Особняк Ф. А. Дингельштета, тестя архитектора. Римского-Корсакова пр., 63; Мастерская ул., 14х (1849, реконструкция)[9]
- Доходный дом К. И. Шредера. Невский пр., 52; Садовая ул., 14 (1850, перестройка)[10]
- Доходный дом архитектора Гейденрейха, в котором проживал он сам и его семья. Союза Печатников ул., 18-20; Мастерская ул., 10 (1856)[11]
- Особняк А. Ф. Гейденрейх (впоследствии, Е. Н. Апраксиной). Чайковского ул., 32 (1860—1861, совместно с А. В. Петцольдом)[12]

Санкт-Петербургская губерния
- Церковь Смоленской иконы Божией Матери в имении Новолисино, Царскосельского уезда (1850—1857).